# 日吉駅 (京都府)
日吉駅（ひよしえき）は、京都府南丹市日吉町保野田市野にある、西日本旅客鉄道（JR西日本）山陰本線の駅。旧日吉町の中心駅であった。

## 歴史
- 1910年（明治43年）8月25日：鉄道院京都線園部駅 - 綾部駅間延伸時に、殿田駅（とのだえき）として開設[1]。客貨取扱開始[1]。
- 1912年（明治45年）3月1日：線路名称改定。京都線が山陰本線に編入され、当駅もその所属となる。
- 1984年（昭和59年）
  - 1月21日：貨物取扱廃止[1]。
  - 2月1日：荷物扱い廃止[1]。
- 1987年（昭和62年）4月1日：国鉄分割民営化に伴い、西日本旅客鉄道（JR西日本）の駅となる[1]。
- 1991年（平成3年）4月1日：舞鶴鉄道部発足に伴い、その管轄となる。
- 1996年（平成8年）3月16日：当駅隣に鍼灸大学前駅が開業するのに合わせて、日吉駅（ひよしえき）に改称[2]。
- 2006年（平成18年）7月1日：舞鶴鉄道部廃止に伴い、福知山支社直轄に戻され、西舞鶴駅の被管理駅となる。
- 2010年（平成22年）8月22日：当駅開設100周年を迎え、記念イベント開催。
- 2021年（令和3年）3月13日：ICカード「ICOCA」の利用が可能となる[3]。
- （時期不明）：管理駅が西舞鶴駅から綾部駅へ移転したことに伴い、綾部駅の被管理駅となる。
- 2022年（令和4年）
  - 6月1日：管理駅を福知山駅に変更。
  - 10月1日：組織改正に伴い、近畿統括本部福知山管理部管轄となる。

## 駅構造

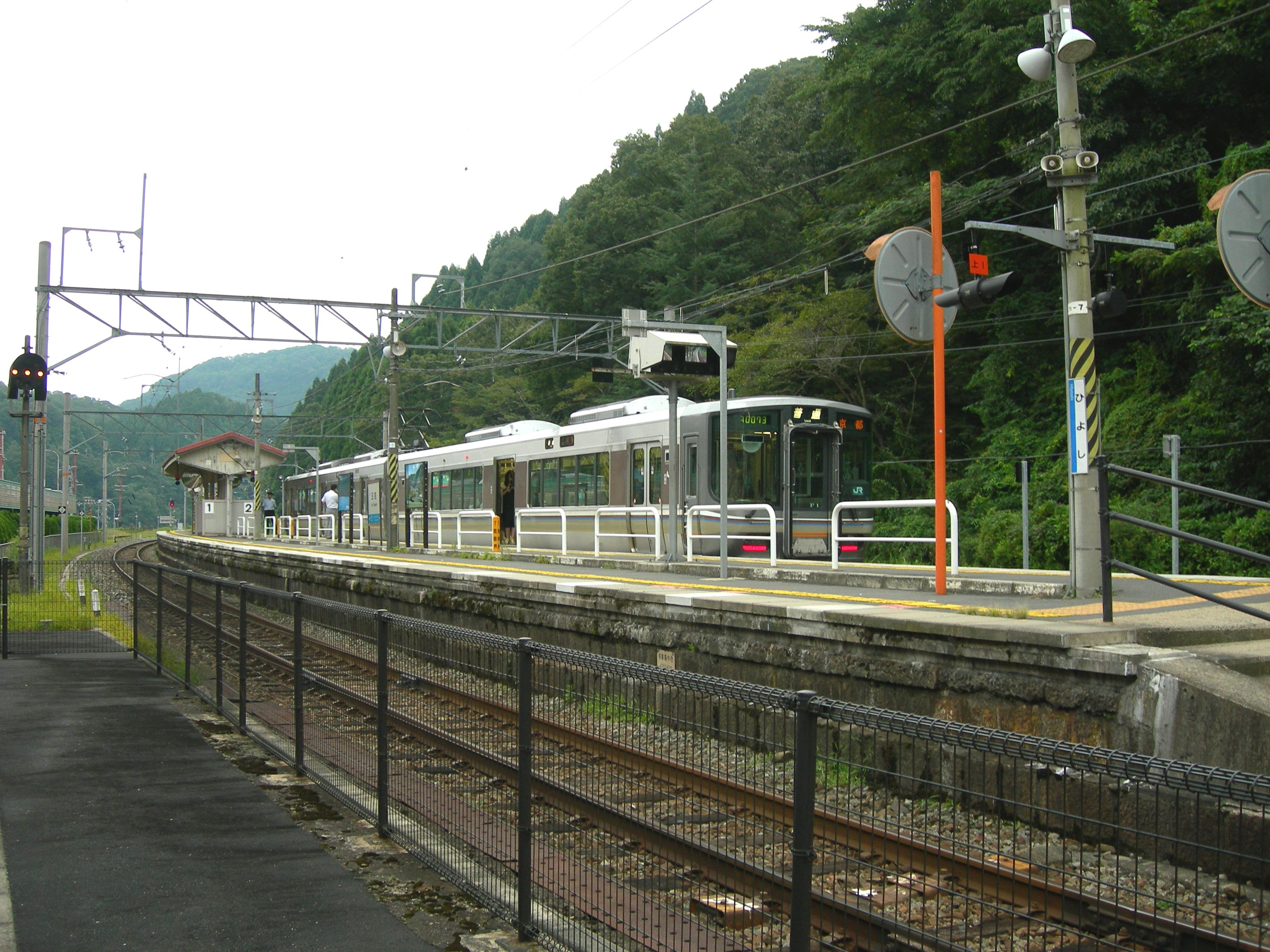
ホーム（2009年8月）

島式ホーム1面2線を有する地上駅（列車交換可能）。駅舎は南丹市日吉町の交流センターとの合築となっており、ホーム福知山寄りから構内踏切で接続している。
福知山駅管理の簡易委託駅。窓口が設置されている。2021年3月13日からICOCA等の全国相互利用サービスに対応した交通系ICカードが利用可能となっている。旧駅舎時代から引続きキヨスクが営業している。

### のりば
| のりば | 路線     | 方向 | 行先             |
| ------ | -------- | ---- | ---------------- |
| 1・2   | 山陰本線 | 上り | 園部・京都方面   |
| 1・2   | 山陰本線 | 下り | 綾部・福知山方面 |

付記事項
- 電化改良工事前（高速化改良工事前）は1番のりばが上り本線、2番のりばが下り本線のY字分岐で、制限速度は60km/hであった。電化改良工事後（高速化改良工事後）は1番のりばを上下本線、2番のりばを上下副本線とした1線スルー（制限速度75km/h）となっている。なお、1番のりばは主に特急通過に使われ、停車列車は基本的に2番のりばに停車する。1番のりばへの停車があるのは普通列車同士の行違い時や、上り停車特急に限られる（下り特急は2番のりばに停車する）。そのため、ホーム有効長は7両分もある。
- 2010年3月13日改正ダイヤにおいて、日中は当駅で上り普通列車が下りの普通列車・特急と2本連続で行違いをするため、2番のりばに上り普通列車が入り、1番のりばを下り普通列車（及び当駅を通過する特急）が通る形となっている。そのため、一見すれば右側通行のような形になっている。

## 利用状況
1日平均乗車人員は以下の通り。1日平均乗降人員は以下の通り。
| 年度               | 1日平均 乗車人員 | 1日平均 乗降人員 |
| ------------------ | ---------------- | ---------------- |
| 1999年（平成11年） | 419              |                  |
| 2000年（平成12年） | 375              |                  |
| 2001年（平成13年） | 362              |                  |
| 2002年（平成14年） | 351              |                  |
| 2003年（平成15年） | 378              |                  |
| 2004年（平成16年） | 367              |                  |
| 2005年（平成17年） | 378              |                  |
| 2006年（平成18年） | 375              |                  |
| 2007年（平成19年） | 351              |                  |
| 2008年（平成20年） | 329              |                  |
| 2009年（平成21年） | 329              |                  |
| 2010年（平成22年） | 340              |                  |
| 2011年（平成23年） | 331              | 662              |
| 2012年（平成24年） | 318              | 635              |
| 2013年（平成25年） | 296              | 594              |
| 2014年（平成26年） | 282              | 564              |
| 2015年（平成27年） | 284              | 568              |
| 2016年（平成28年） | 293              | 588              |
| 2017年（平成29年） |                  | 553              |
| 2018年（平成30年） |                  | 538              |
| 2019年（令和元年） |                  | 524              |
| 2020年（令和2年）  |                  | 432              |
| 2021年（令和3年）  |                  | 440              |
| 2022年（令和4年）  |                  | 428              |
| 2023年（令和5年）  |                  | 468              |

## 駅周辺
- 南丹市役所日吉支所
- 南丹市立殿田小学校
- 南丹市立殿田中学校
- 日吉郵便局
- 日吉町森林組合
- 京都府道50号京都日吉美山線

### バス路線
南丹市営バス
- 美山町自然文化村・かやぶきの里への観光輸送の他、市内各集落を結んでいる。美山園部線以外は1日数便ずつの運行となっている。

## 備考
- 電化前は急行が通勤利用客向けに一部停車していた。電化後は上り1本のみ特急が停車し、残りは胡麻駅へと振り替えられ、2000年代初頭に一度特急停車が取止められたが、その後再び朝夕の一部特急が停車することとなった。なお停車が振り替えられた胡麻駅は2011年3月12日のダイヤ改正で特急停車が取止められた。
- 当駅から福井県小浜市の小浜駅へ向かう小鶴線を分岐させる計画があった。

## 隣の駅
※当駅に一部が停車する「きのさき」・「まいづる」の隣の停車駅は各列車記事を参照のこと。
西日本旅客鉄道（JR西日本）
 山陰本線
船岡駅 - 日吉駅 - 鍼灸大学前駅